# Страшніцька (станція метро)
50°04′22″ пн. ш. 14°29′28″ сх. д. / 50.07278° пн. ш. 14.49111° сх. д.
Страшніцька (чеськ. Strašnická) — станція Празького метрополітену. Розташована між станціями «Желівськего» і «Скалка».
Розташована у районі Страшніце
Станція була відкрита 11 липня 1987 року у складі пускової дільниці лінії A «Желівськего» — «Страшніцька».
Конструкція станції — однопрогінна мілкого закладення (глибина — 7,5 м) з однією острівною платформою.